# Unseasonable Shore
「Unseasonable Shore」（アンシーズナブル・ショア）は、2000年6月14日にマーキュリー・ミュージックエンタテイメントからリリースされた松田聖子の52枚目のシングル。

## 解説
松田聖子のデビュー20周年記念の第3弾シングルとして前作「上海ラヴソング」から1週間後にリリース。
日本テレビ系『Theサンデー』のエンディング・テーマ。
「Unseasonable Shore」の歌詞にミスプリントが存在（「この海岸に眠ってる」が「この海岸に眠るの」になっていた）。

## 収録曲
全作曲:小倉良／編曲:鳥山雄司
1. Unseasonable Shore[4:11]
  - 作詞:吉法師
2. 夏色の瞳[4:29]
  - 作詞:Seiko Matsuda
3. Unseasonable Shore（Instrumental）[4:11]
4. 夏色の瞳（Instrumental）[4:29]

## 関連作品
- Unseasonable Shore
  - 20th Party
  - Seiko Smile Seiko Matsuda 25th Anniversary Best Selection
  - We Love SEIKO -35th Anniversary 松田聖子究極オールタイムベスト50Songs-
- 夏色の瞳
  - アルバム未収録